# Feliks Giela
Feliks Kasper Adam Giela (ur. 20 listopada 1859 w Złoczowie, zm. 5 lutego 1936 w Sanoku) – polski prawnik, aptekarz, burmistrz Sanoka w latach 1905–1914, działacz społeczny.

## Życiorys

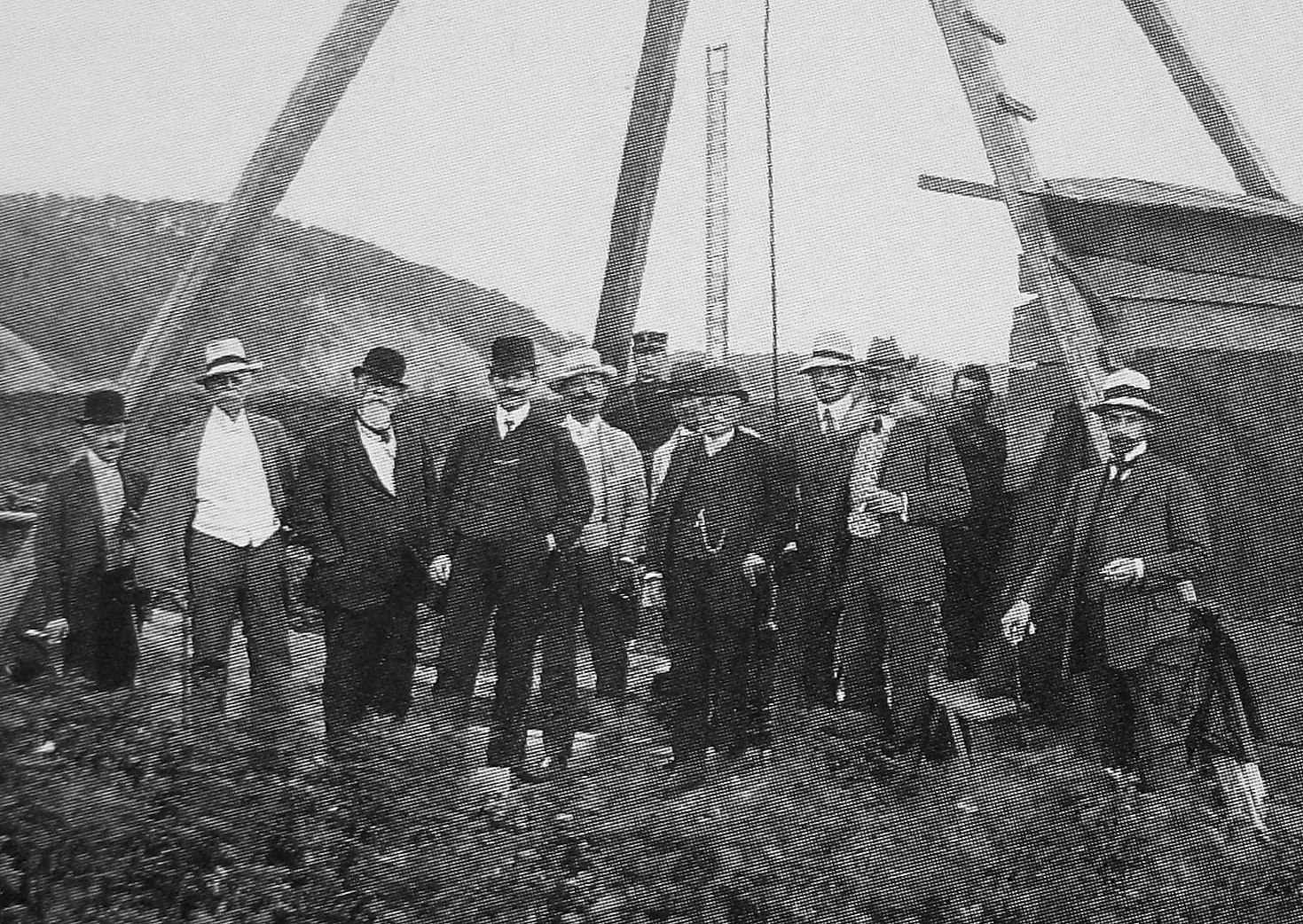
Osobistości przy odwiercie w Trepczy podczas prac poszukiwawczych celem ujęcia wody na potrzeby wodociągu miejskiego w Sanoku (ok. 1905). Od lewej: inż. Władysław Beksiński (2), dr Jacek Jabłoński (3), Feliks Giela (4), dr Salomon Ramer (5), dr Jan Staruszkiewicz (7), inż. Wilhelm Szomek (9)

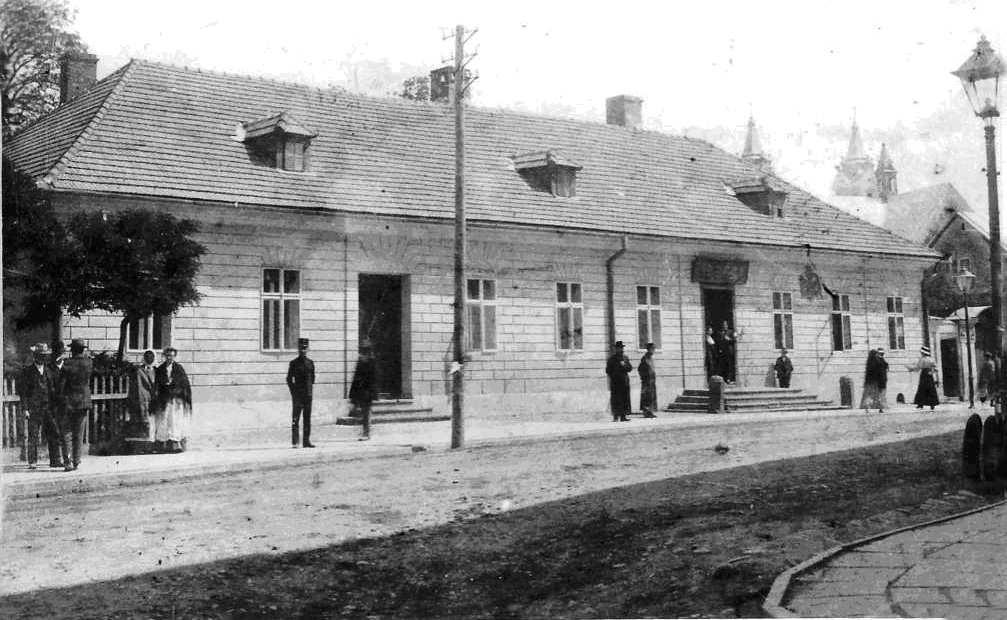
Nieistniejący budynek apteki przy ulicy Tadeusza Kościuszki w Sanoku

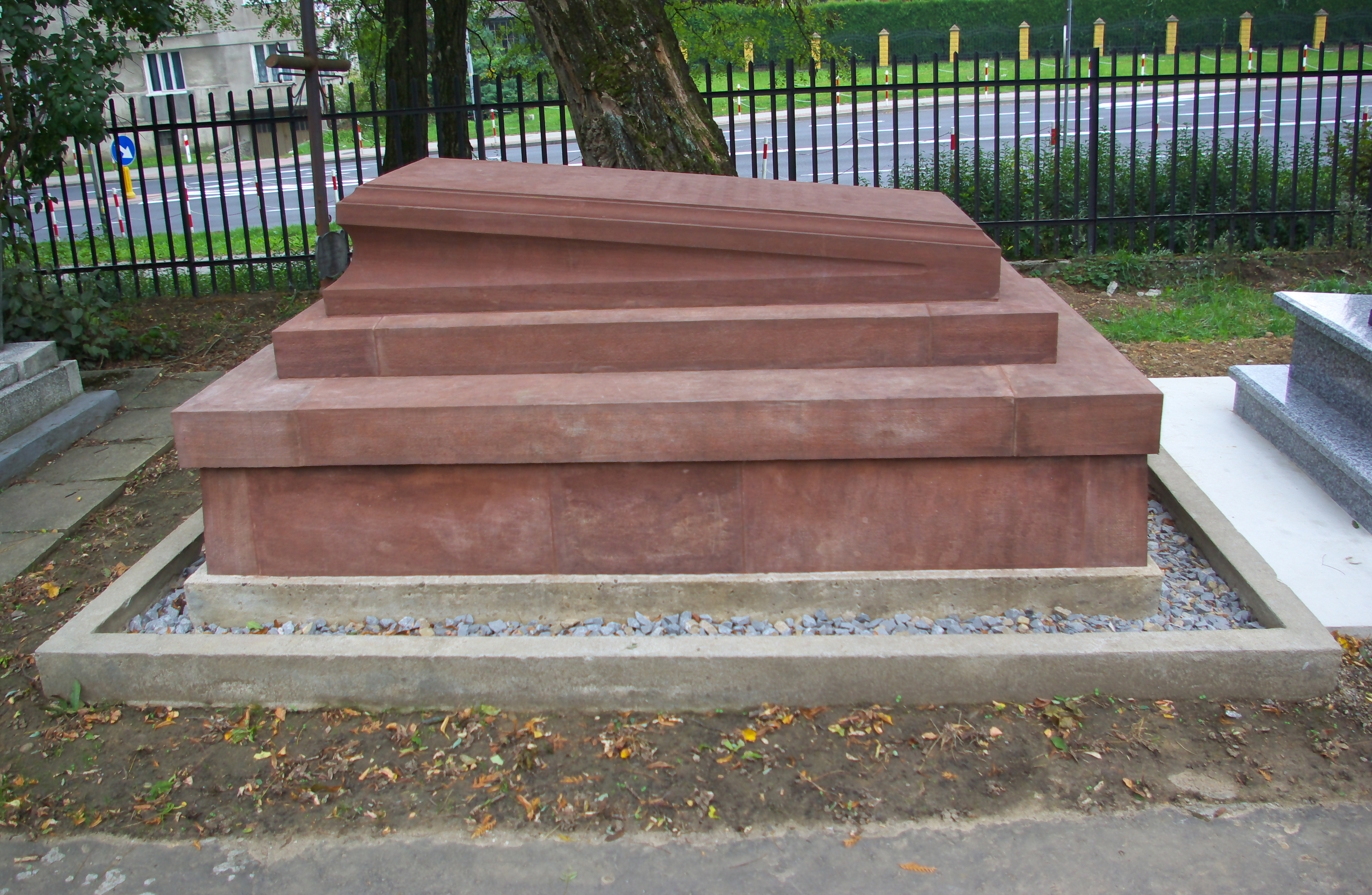
Grobowiec Feliksa Gieli po renowacji (2015)

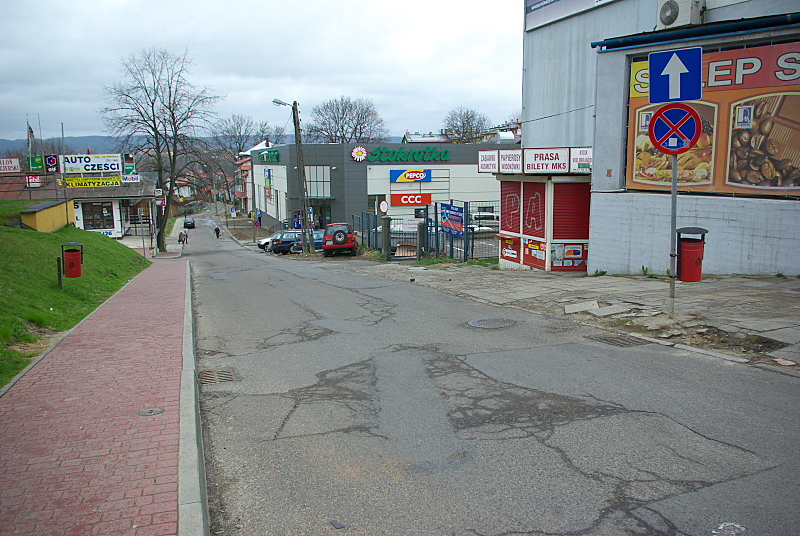
Ulica Feliksa Gieli w Sanoku

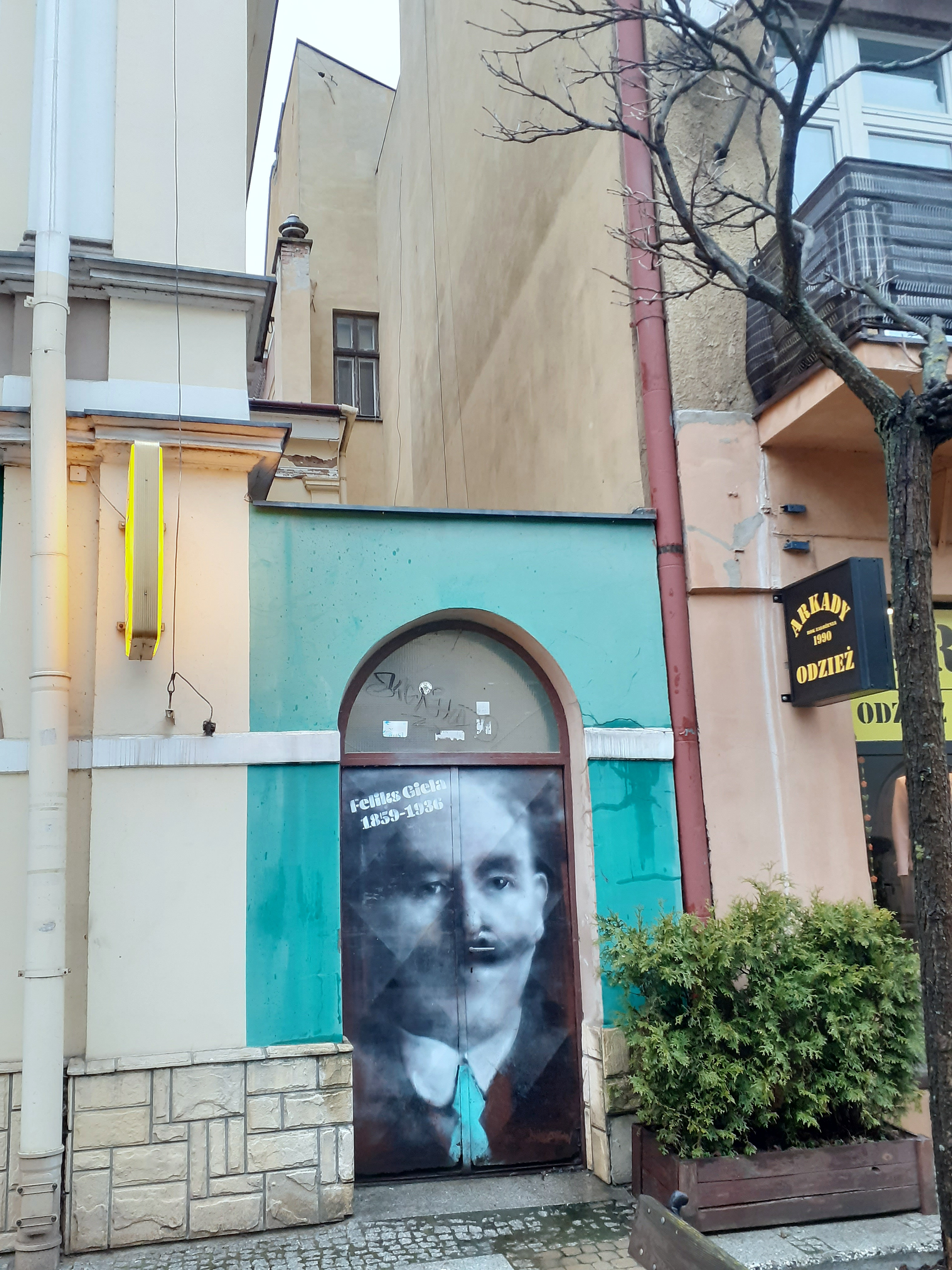
Wizerunek Feliksa Gieli widoczny przy ul. 3 Maja w Sanoku

Urodził się 20 listopada 1859 w Złoczowie. Jego rodzicami byli Jan i Bronisława z domu Krajewska (zm. 4 grudnia 1912 w wieku 72 lat). Postanowieniem C.K. Sądu Powiatowego w Sanoku z 15 maja 1895 został ustanowiony kuratorem dla dr. Jana Gieli, byłego auskultanta sądowego, który został uznany za obłąkanego.
Feliks Giela z wykształcenia był prawnikiem, lecz został aptekarzem, jako że jego zamiłowaniem była farmacja. Po osiedleniu się w Sanoku był pracownikiem Apteki Obwodowej Jana Zarewicza (najstarszej w mieście), później jej zarządcą. W maju 1885 zmarł Jan Zarewicz (w latach 1883–1892 zarządzał nią Feliks Dobrzyniecki). W 1892 Giela został dzierżawcą apteki, a we wrześniu 1896 za cenę 75 000 zł zakupił ją na własność od spadkobierców Jana Zarewicza (wraz z działką i ogrodem). Pozostawał właścicielem nieruchomości z budynkiem apteki do początku lat 30. XX wieku. W latach 1892–1904 jej zarządcami byli upoważnieni wyspecjalizowani farmaceuci. Apteka Feliksa Gieli, w formie parterowego dworku, znajdowała się przy ówczesnej ulicy Krakowskiej, w 1894 przemianowanej na ulicę Tadeusza Kościuszki, pod numerem 78, potem 18 (w 1963 zabytkowy budynek został zburzony). Około 1901 aptekę odkupił i został jej właścicielem Tobiasz Dawid Löbel, a w 1906 wykupił ją Marian Kawski (burmistrz miasta w latach 1919–1920). Na terenach jego ogrodów, istniejących za apteką, są obecnie zabudowania na ulicy Kazimierza Wielkiego. W 1895 miasto odkupiło od niego tereny wiodące od Państwowego Gimnazjum Męskiego im. Królowej Zofii do ulicy Tadeusza Kościuszki i nazwano je ulicą Nową (obecnie Mickiewicza). Uzyskany dochód przekazał na potrzeby ubogich, bibliotekę oraz na Polskie Towarzystwo Gimnastyczne „Sokół”.
W 1887 Feliks Giela wygrał premię w losowaniu za rozwiązanie arytmografu w czasopiśmie lwowskim „Ruch”. Był członkiem komitetu organizacyjnego Krajowy Zjazd Strażacki w Sanoku zorganizowany w lipcu 1904. Należał do dyrekcji sklepu kółka rolniczego w Sanoku. 14 grudnia 1904 przewodniczył posiedzeniu założycielskiemu powołanego Towarzystwa Upiększania Miasta Sanoka, był jego działaczem, był wydziałowym TUMS, wspierał stowarzyszenie finansowo, podobnie jak akcję powstawania pomnika Tadeusza Kościuszki, który stanął na Placu św. Jana. Pierwotnie w 1894 Feliks Giela założył Czytelnię Mieszczańską (jako agenda Kasyna Mieszczańskiego) działającą w budynku Ramerówka. Pełnił funkcję jej prezesa od listopada 1894 (ponownie wybrany 3 marca 1895) do stycznia 1896, ponowie wybierany 28 stycznia 1905, 8 maja 1910. Organizowano w niej bale karnawałowe, spotkania inteligencji i rzemieślników. W listopadzie 1895 został wybrany członkiem wydziału Towarzystwa Kasyna w Sanoku. Był działaczem Polskiego Stronnictwa Ludowego, Towarzystwa Szkoły Ludowej. Był członkiem założycielem sanockiego gniazda Polskiego Towarzystwa Gimnastycznego „Sokół” (był wydziałowym, działał jako wydziałowy, na stanowisku podskarbiego i skarbnika, funkcjonował w komisji finansowej). Wraz z przedstawicielami macierzystego oddziału uczestniczył w jubileuszowym I Zlocie Sokolim od 5 do 6 czerwca 1892 we Lwowie z okazji 25-lecia Towarzystwa. Był członkiem „Sokoła” zarówno w czasie zaboru austriackiego, jak i w niepodległej II Rzeczypospolitej. Otrzymał tytuł honorowego członka sanockiego gniazda TG „Sokół”. Był członkiem zwyczajnym Macierzy Szkolnej dla Księstwa Cieszyńskiego. W 1904 został wybrany jednym z dyrektorów Towarzystwa Kasy Zaliczkowej w Sanoku na okres sześciu lat. W połowie 1904 złożył funkcję członka rady nadzorczej Powiatowego Towarzystwa Zaliczkowego w Sanoku. Na początku 1905 został wybrany do komisji szkontrującej Towarzystwa Młodzieży Polskiej „Znicz”. Przed 1914 był przewodniczącym wydziału szkolnego Przemysłowej Szkoły Uzupełniającej w Sanoku-Posadzie Olchowskiej. W 1905, 1907, 1910 był wybierany członkiem wydziału „Towarzystwa Bursy”, sprawującego pieczę nad Bursą Jubileuszową im. Cesarza Franciszka Józefa w Sanoku. W 1929 był jednym z założycieli sanockiego koła Polskiego Towarzystwa Tatrzańskiego. Był członkiem czynnym zwyczajnym Towarzystwa dla Popierania Nauki Polskiej we Lwowie.
Był politykiem Polskiego Stronnictwa Demokratycznego (tzw. „galicyjscy demokraci”). W mieście członkami ugrupowania byli także Jan Zarewicz, Michał Słuszkiewicz, Kazimierz Lipiński. Pełnił funkcję radnego miejskiego, w tym asesora (kadencji od 1900, asesor). Po wyborze na stanowisko burmistrza Aitala Witoszyńskiego 22 grudnia 1898 pełnił funkcję zastępcy burmistrza, ponownie od 1903. Do końca 1905 pełnił stanowisko członka komisji szacunkowych podatku osobisto-dochodowego w Sanoku. Po dymisji burmistrza 14 lutego 1905 rada miasta przez dwa lata nie wybrała jego następcy w wyniku braku wymaganej liczby radnych. W związku z tym magistratem kierował Feliks Giela, formalnie pozostający na stanowisku zastępcy burmistrza (drugim zastępcą był Natan Nebenzahl). Po wyborach w 1907 i dalszym braku radnych na posiedzeniu, 1 sierpnia 1907 Giela w wyrazie protestu zrezygnował z pełnionej funkcji. Ostatecznie 26 sierpnia 1907 rada zebrała się i dokonała wyboru burmistrza, którym został Feliks Giela, sprawujący urząd w kolejnych latach (jego zastępcą był Artur Goldhammer), w latach około 1910, 1911 jako komisarz rządowy, od około 1913 formalnie jako burmistrz (wówczas jego zastępcą był Paweł Biedka). Od tego czasu, jako delegat miasta, był członkiem Rady Szkolnej Okręgowej w Sanoku. Jako burmistrz z urzędu był przewodniczącym wydziału Kasy Oszczędności Miasta Sanoka. W czasie sprawowania urzędu przez Feliksa Gielę miasto rozwijało się pod względem gospodarczym i kulturalnym. W czasie katastrofalnych powodzi w Sanoku w kwietniu 1907 oraz w marcu 1908 stanął na czele powołanego każdorazowo komitetu ratunkowego. W 1910 został mianowany tymczasowym naczelnikiem gminy Posada Sanocka w charakterze komisarza rządowego, po jej przyłączeniu do miasta w 1910 w wyniku decyzji Wydziału Krajowego we Lwowie z 1909 (zastępcą był Jan Staruszkiewicz). Pod koniec 1910 ponownie został wybrany radnym Sanoka. W trakcie 1912 pełnił urząd burmistrza także po ukonstytuowaniu się nowej Rady Miejskiej 26 czerwca 1912 po przyłączeniu do Sanoka gminy Posada Sanocka. W 1912 zdecydował się zrezygnować z funkcji burmistrza z powodu stanu zdrowia (choroba oczu). W lipcu 1912 udał się na sześciotygodniowy urlop i od tego czasu obowiązki przejął wiceburmistrz Paweł Biedka 5 grudnia 1912 Rada Miejska przyjęła rezygnację burmistrza. 21 grudnia 1912 przegłosowano wniosek o przekonanie burmistrza do pozostania na stanowisku. Latem 1913 przebywając na kuracji w Lovranie ponownie przesłał pismo z rezygnacją z funkcji burmistrza z uwagi na stan zdrowia. 25 września 1913 Rada nie przyjęła rezygnacji i udzieliła Gieli urlopu. Na posiedzeniu Rady Miejskiej 19 lutego 1914 przyjęto jego kategoryczną rezygnację. Wtedy też jednomyślną decyzją Rady nadano mu tytuł Honorowego Obywatela Królewskiego Wolnego Miasta Sanoka w uznaniu działalności na rzecz miasta na stanowiskach wiceburmistrza (w okresie powodzi) i burmistrza (włączenie do miasta Posady Sanockiej). Jego następcą został Paweł Biedka wybrany 2 kwietnia 1914.
Feliks Giela kierował Strażą Ogniową. Ponadto działał na rzecz osób biednych i potrzebujących, prowadził powstawanie koszar wojskowych przy ul. Adama Mickiewicza w 1912, sanockiego szpitala. Prężnie budowano nowe drogi, ulice, kanalizację, a dodatkowo miasto otrzymało połączenie telefoniczne. Feliks Giela od około 1908 był członkiem Rady c. k. powiatu sanockiego, wybrany z grupy gmin miejskich, pełnił mandat w kolejnych latach (1908, 1909, 1910, 1911, 1912), w kolejnych wyborach do Rady w 1912 został wybrany ponownie z grupy gmin wiejskich, został członkiem wydziału. Po wybuchu I wojny światowej od 18 września 1914 przebywał w Wiedniu. Podczas wojny, po utworzeniu Naczelnego Komitetu Narodowej wszedł w skład Powiatowego Komitetu Narodowego (PKN) w Sanoku, a w jego ramach został kierownikiem sekcji finansowej. W 1918 wraz z innymi osobistościami miejskimi (jako przewodniczący Wojciech Ślączka oraz m.in. Adam Pytel, Paweł Biedka, Jan Rajchel, Karol Zaleski oraz wojskowi kpt. Antoni Kurka i kpt. Franciszek Stok) funkcjonował w ramach powołanego 20 października 1918 Komitetu Samoobrony Narodowej, który 31 października/1 listopada 1918 dokonał bez walk przejęcia władzy w Sanoku. Był radnym pierwszej powojennej kadencji od 1919. Sprawował mandat radnego w Sanoku kadencji od 1924. Pełnił stanowisko przewodniczącego dyrekcji Kasy Oszczędności miasta Sanoka (1927).
Został członkiem założonej 11 stycznia 1903 w Sanoku pierwszej filii lwowskiego Towarzystwa Chowu Drobiu, Gołębi i Królików. Był numizmatykiem. W życiu prywatnym był związany z Olgą Ścibor-Rylską (1873–1898), córką Augusta, zmarłą przed planowanym ślubem. Giela na zawsze pozostał jej wierny i nie ożenił się już, poświęcając się wyłącznie pracy. Był osobą zamożną, zaś sporą część majątku przeznaczał na cele dobroczynne, w tym na fundusz pomocy ubogim. W kwietniu 1917 został członkiem wieczystym stowarzyszenia galicyjskiego Czerwonego Krzyża. Był członkiem wspierającym Katolicki Związek Młodzieży Rękodzielniczej i Przemysłowej w Sanoku.
W okresie II Rzeczypospolitej w 1936 w uznaniu zasług, władze miasta przemianowały ulicę Zgody w dzielnicy Śródmieście nadając jej imię Feliksa Gieli (obecnie znajduje się w centrum miasta, obok Placu Miast Partnerskich).
Feliks Giela zmarł 5 lutego 1936 w Sanoku. Został pochowany na cmentarzu przy ul. Jana Matejki w Sanoku, a jego nagrobek stanowi tumba sarkofagowa. Nagrobek został uznany za obiekt zabytkowy i podlega ochronie prawnej. Obok została pochowana Janina ze Łyszkowskich Gielowa (1882-1946). Staraniem Stowarzyszenia Opieki nad Starymi Cmentarzami w Sanoku nagrobek został odnowiony do września 2015.
Podczas uroczystości 130-lecia gniazda TG „Sokół” w Sanoku 29 czerwca 2019 na gmachu tegoż została odsłonięta tablica upamiętniająca 10 działaczy zasłużonych dla organizacji sokolej i Sanoka, w tym Feliksa Gielę.